# Walerij Choroschkowskyj

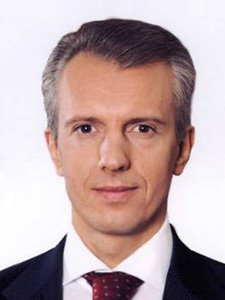
Walerij Choroschkowskyj

Walerij Iwanowytsch Choroschkowskyj (ukrainisch Валерій Іванович Хорошковський, * 1. Januar 1969 in Kiew, Ukrainische SSR) ist ein ukrainischer Manager, Medienunternehmer und Politiker. Von März 2010 bis Januar 2012 war er Chef des ukrainischen Inlandsgeheimdienstes SBU. Nachdem er am 18. Januar 2012 zunächst zum Finanzminister der Ukraine ernannt wurde, war er vom 14. Februar bis zum 14. Dezember 2012 Erster Stellvertretender Ministerpräsident der Ukraine. Bis zu seinem Ausscheiden aus der ukrainischen Regierung Ende 2012 galt er als einer der einflussreichsten Personen des Landes.

## Leben
Choroschkowskyj absolvierte ein Studium der Rechtswissenschaften an der Taras-Schewtschenko-Universität in Kiew. In den folgenden Jahren war er zunächst als Unternehmer und Investor tätig. 1998 wurde er in die Werchowna Rada gewählt, wobei er bei den Wahlen im Jahr 2002 seinen Parlamentssitz wieder verlor.
Im Dezember 2002 ernannte ihn der damalige Ministerpräsident Wiktor Janukowytsch zum Wirtschaftsminister der Ukraine. Nach Auseinandersetzungen um den künftigen wirtschaftlichen Kurs des Landes trat er im Januar 2004 von diesem Amt zurück.
Nach seinem Rücktritt vom Amt des Ministers wurde er zunächst Vizepräsident und später Präsident des Stahlkonzerns Evraz. Im Jahr 2005 erwarb er die Mehrheit des einflussreichen ukrainischen Medienunternehmen „Inter Media“ und baute in den folgenden Jahren den Fernsehkanal „Inter“ zum größten Fernsehsender der Ukraine aus. In diesem Zusammenhang wurde Choroschkowskyj wiederholt vorgeworfen, eine marktbeherrschende Position anzustreben und Konkurrenten verdrängen zu wollen.
Choroschkowskyj wurde im Jahr 2006 Mitglied des Nationalen Sicherheits- und Verteidigungsrates der Ukraine und war von Dezember 2007 bis zum Mai 2009 der Vorsitzende der Zolldienste der Ukraine. Zu dieser Zeit galt er als Vertrauter des damaligen Präsidenten Wiktor Juschtschenko und als Gegner der damaligen Ministerpräsidentin Julija Tymoschenko.
Im März 2010 ernannte ihn der neu gewählte Präsident Janukowytsch zum Chef des ukrainischen Inlandsgeheimdienstes SBU. Choroschkowskyj wurde in seiner Amtszeit wiederholt vorgeworfen diese Position zu benutzen, um Druck auf regierungskritische Journalisten auszuüben und um die Interessen seiner Medienholding zu vertreten. Er erklärte in diesem Zusammenhang, er habe seinen Einfluss auf die redaktionelle Politik von „Inter“ aufgegeben, wobei er Eigentümer der Medienholding blieb, allerdings ankündigte seine Anteile verkaufen zu wollen. Am 1. Februar 2013 verkaufte Choroschkowskyj die ihm gehörenden Anteile der Inter Media Group Limited an den einflussreichen Unternehmer Dmytro Firtasch. Über die Umstände und Hintergründe dieser Transaktion wurde in ukrainischen Medien spekuliert.
Am 19. Januar 2012 wurde Choroschkowskyj zunächst zum Finanzminister der Ukraine ernannt und von seiner Funktion als Chef des SBU entbunden. Bereits am 14. Februar 2012 ernannte ihn Janukowytsch zum Ersten Stellvertretenden Ministerpräsidenten der Ukraine, in diesem Amt löste er Andrij Kljujew ab. Im Zuge der Umbildung des Kabinetts im Dezember 2012 nach den Parlamentswahlen erklärte Choroschkowskyj seinen Rücktritt aus der Regierung aus Protest gegen die Wiederernennung von Mykola Asarow zum Ministerpräsidenten. Medienberichten zufolge hält Choroschkowskyj sich nach seinem Ausscheiden aus der Regierung überwiegend in Frankreich bzw. in Monaco auf.